# FIFA 16
FIFA 16 — відеогра- симулятор футболу, розроблена EA Canada і опублікована Electronic Arts під маркою EA Sports. Він був випущений для Microsoft Windows, PlayStation 3, PlayStation 4, Xbox 360, Xbox One, Android та iOS.
Ця гра є першою в серії FIFA, яка включає гравців жіночої статі. Це також перший, у якому гравців на обкладинках обирали шляхом всенародного голосування, включаючи одну з перших трьох жінок, які з'явилися на обкладинці. Коментаторами гри виступають Мартін Тайлер і Алан Сміт.

## Ігровий процес
У грі було 78 стадіонів, у тому числі 50 реальних майданчиків. Фраттон-Парк, домашній будинок Портсмута, був доданий на честь фаната Портсмута Саймона Хамбера, креативного директора серії FIFA, який помер від раку в 2015 році
До режиму кар'єри також додано новий режим тренувань, який дозволяє гравцеві розвивати футболістів у команді, якою він керує, навіть не граючи з ними. Це у формі ігор на вміння, функція, яка вперше була додана до серії в офіційній грі EA Sports 2014 World Cup . Це дозволяє гравцеві встановити певний фокус, на якому футболіст повинен розвиватися, тобто він розвиватиметься відповідно до вибраного атрибута фокусу. Це також збільшує трансферну вартість гравця.
Також було внесено покращення в FIFA Ultimate Team. Зміни були внесені в інтерфейс FIFA Ultimate Team, зокрема керування пакетами, трансферний ринок, хімічний склад команди, витратні матеріали та обмін гравцями. Разом із цими змінами в інтерфейсі було представлено значні оновлення ігрового процесу, зокрема FIFA Ultimate Team Draft, у якому гравцям надається вибір із п'яти випадкових гравців на кожну позицію, а потім вони змагаються між новоствореною командою та іншими у форматі турніру. Іншим доповненням до ігрового режиму Ultimate Team для гравців Xbox було розширення списку гравців FIFA Ultimate Team Legends, до складу якого ввійшли культові та історичні імена, такі як Джордж Бест, Раян Гіггз, Деко, Вітор Байя та Алессандро Неста.
До режиму було додано нові дружні покращення, завдяки яким гравці тепер можуть вибрати товариський турнір до початку сезону. Перемога в цих товариських турнірах дає гравцеві винагороду у вигляді збільшення трансферного бюджету. Крім того, під час цих товариських ігор дозволена необмежена кількість замін. Інші функції включають дворічні позики, багато реалістичних покращень трансферного бюджету та покращення вартості гравців.
Нові функції, які були ексклюзивними для версій гри для PlayStation 4, Xbox One і ПК, включають ліцензований пакет презентацій для Бундесліги, нову погоду та варіації часу початку, а також використання зникаючого спрею під час певних матчів. Вміст для завантаження доступний за системою балів.
Окрім Тайлера та Сміта, коментарі знову надали Алан Макіналлі (оновлення результатів у грі), Джефф Шрівз (звіти про травми) та Майк Вест (класифіковані результати для вищої ліги). Також надаються коментарі іспанською та французькою мовами. Клайв Тайлдеслі та Енді Таунсенд не повторюють своїх ролей для викликів міжнародних турнірів, але повертаються у FIFA 17 для матчів Чемпіонату світу та кваліфікації Євро.
Brasileirão не було включено до FIFA 16 через проблеми з ліцензуванням. Замість цього декілька бразильських команд було включено до розділу «Решта світу». Серед нових святкувань голів, зокрема, святкування «1, 2, 3 хет-трику» Ліонеля Мессі — він дивиться в камеру, роблячи жест, «Timber» Тіма Кехілла та «Glamour slide» Олів'є Жиру.

## Розробка та випуск
Щоб отримати правильні рухи гравців, дизайнери гри використали захоплення рухів американських форвардів Алекса Моргана та Сідні Леру, американського півзахисника Меган Рапіно та австралійського захисника Стефа Кетлі.
FIFA 16 була анонсована 28 травня 2015 року Оголошення про включення жінок-гравців зустріло позитивну критичну реакцію IGN . Офіційний трейлер EA Sports, що розкриває функцію жіночого футболу, був опублікований 28 травня та включав живі та ігрові кадри таких гравців, як Морган, Леру, Рапіное, Еббі Вамбах, Хоуп Соло, іспанка Вероніка Бокете (яка раніше подала петицію до EA Sports через Change.org включає гравців), Еніолу Алуко з Англії та Стеф Хоутон, Селію Шашич з Німеччини, Крістін Сінклер з Канади та Косоваре Аслані зі Швеції.
Гра була випущена у вересні 2015 року в усьому світі для ПК, PlayStation 3, PlayStation 4, Xbox 360, Xbox One, Android та IOS. Представник видавництва Electronic Arts підтвердив, що ані версія гри для PlayStation Vita, ані версія для Nintendo 3DS не розробляється, що робить FIFA 16 першим виданням серії з 2000 року, яке не буде випущено на платформах Nintendo.
У вересні 2015 року через попередження Національної університетської атлетичної асоціації (NCAA) 13 гравців, які зараз відвідують або «ймовірно, будуть відвідувати» заклад-член NCAA, буде вилучено з FIFA 16 . NCAA стверджувала, що включення цих конкретних гравців призведе до втрати ними права брати участь у санкціонованих NCAA змаганнях, оскільки правила NCAA суворо обмежують грошову компенсацію окремим студентам-спортсменам. Виконуючи запит, EA стверджувала, що вони надали ліцензію на їх подібність через національні керівні органи відповідно до «стандартного протоколу» і що «жоден із цих студентів-спортсменів NCAA або потенційних студентів-спортсменів не повинен був отримати індивідуальну компенсацію від EA Sports за їх включення у грі».
Офіційний саундтрек був випущений 10 вересня 2015 року та доступний для трансляції на Spotify.
Це перше видання гри, яке включає списки нещодавно розширених клубів MLS у США, ФК «Нью-Йорк Сіті» та СК «Орландо Сіті» у відповідних лігах і конференціях, а не в класифікації «Решта світу» в FIFA 15.
У лютому 2016 року британські благодійні організації із захисту дітей лобіювали EA Sports, щоб усунути з гри колишнього вінгера «Сандерленда» та засудженого за сексуальні злочини над дітьми Адама Джонсона. Компанія вилучила його з кількох режимів гри та працювала над усуненням технічних проблем, які заважали його повному видаленню.

## Обкладинка для спортсменів
FIFA 16 — перша гра в серії, яка дає фанатам можливість розмістити свого фаворита з групи номінованих гравців разом із Ліонелем Мессі на обкладинці гри в Австралії, Європі та Латинській Америці. Стеф Кетлі була обрана під час голосування в Австралії, що зробило її однією з перших трьох жінок, які з'явилися на обкладинці гри FIFA . Алекс Морган і Крістін Сінклер були обрані EA для обкладинок у США та Канаді відповідно.

## Рецепція
Автор ESPN Джеймс Тайлер дав позитивну оцінку грі, прокоментувавши підвищену реалістичність тактики захисту та пасів. Він припустив, що серію можна покращити за допомогою режиму гри за власника команди. Кореспондент The Independent Ендрю Гріффін також був задоволений доповненнями, але припустив, що вони не будуть настільки революційними, щоб кинути виклик супернику в PES 2016 . Пишучи для The Guardian, Бен Вілсон зазначив різницю в тактиці, необхідної під час гри за жінок, і дійшов висновку, що буде важко вибрати найкращу гру з випусків FIFA та PES року, присуджуючи максимум п'ять зірок.
IGN похвалив додавання жіночого футболу та режим FUT Draft, але порівняв гру з PES 2016, заявивши, що, оскільки «найбільший конкурент, який відповідає динамічності та перемагає за плавність і чуйність, EA Sports має працювати, якщо FIFA щоб повернути собі титул короля цифрового спорту». Metro також погано порівнював його з PES 2016, заявивши, що це «одне з найкращих і найбільш захоплюючих видань франшизи FIFA, незважаючи на те, що конкурент PES 2016 отримав нагороду старої школи», але йому «досі не вистачає балансу між автентичністю та веселощами для аудиторії». GameSpot дав їй більш позитивну оцінку, заявивши, що, незважаючи на те, що вона «може бути впертою та задушливою», вона «відчувається неймовірно новою, і вивчати свіжі стратегії та нюанси в серії ігор, як ця, — це майже забуте задоволення».